# Gvido Burger
Gvido Burger, slovenski tekstilni strokovnjak, * 11. marec 1908, Postojna, † 24. maj 1976, Maribor.
Po diplomi na praški Tehniški visoki šoli (1931) se je zaposlil v Predilnici Litija in v Predilnici in tkalnici Maribor. Nato je bil v letih 1950−1966 in 1968-72 kot eden najvidnejših strokovnjakov za predenje zaposlen v Tekstilnem inštitutu Maribor, kjer je pripravil vrsto projektov za nove predilnice in bil pobudnik obnove in modernizacije predilnic po Jugoslaviji. Izdelal je originalno metodologijo za sprotno kontrolo kvalitete preje in dela v bombažnih predilnicah. Krajši čas (1966-68) je bil predavatelj tehnologije predenja na Višji tehniški šoli v Mariboru. Objavil je več člankov s področja tekstilstva.